# بلدة نينوى (إنديانا)
بلدة نينوى هي إحدى البلدات التسع في مقاطعة جونسون بولاية إنديانا . بلغت عدد سكانها حسب تعداد لعام 2010 حوالي 3987 نسمة، وتحتوي على 1.688 وحدة سكنية.  أخذت بلدة نينوى اسمها من نينوى كريك .

## جغرافية
حسب تعداد السكاني لعام 2010 ، بلغت مساحة البلدة نينوى 36.59 ميل مربع (94.8 كـم2) ، منها 36.21 ميل مربع (93.8 كـم2) اي ( 98.96٪) هي الأرض ، و 0.37 ميل مربع (0.96 كـم2) ،و الماء يشكل حوالي(1.01٪) . 

## روابط خارجية
- Indiana Township Association
- United Township Association of Indiana

قالب:Johnson County, Indiana